# عبد الرحيم الحنبلي
عبد الرحيم الحنبلي هو طبيب بيطري ورائد أعمال فلسطيني ورائد من رواد العمل الخيري في فلسطين. وُلد عبد الرحيم الحنبلي في 16 أكتوبر (تشرين الأول) عام 1940 في مدينة نابلس بالضفة الغربية، وكان أول نقيب للأطباء البيطريين في فلسطين.

## حياته
وُلد عبد الرحيم محمد راضي طه الحنبلي في 16 أكتوبر (تشرين الأول) عام 1940 في مدينة نابلس بالضفة الغربية في فلسطين، ثم انتقل مع عائلته إلى دمشق في سوريا حيث تلقى تعليمه الابتدائي في مدرسة الخالدية الابتدائية، ثم في مدرسة الغزالية الابتدائية، ثم أتم دراسته الإعدادية في مدرسة الجاحظ، ثم انتقل مع عائلته إلى الكويت حيث أنهى دراسته الثانوية في الشعبة العلمية في مدرسة الشويخ عام 1960. التحق عبد الرحيم الحنبلي بعد ذلك بالدراسة في كلية الطب البيطري بجامعة القاهرة، ولكن في السنة الرابعة من دراسته بالكلية قامت السلطات المصرية بفصله من الجامعة مع طلاب فلسطينيين آخرين بسبب نشاطهم السياسي، فانتقل إلى العراق والتحق بالدراسة في جامعة بغداد وتخرج منها عام 1965 متخصصا في طب جراحة الحيوان، ثم عاد بعد ذلك إلى القاهرة من جديد وحصل على الدبلوم العالي في علوم الأدوية والتغذية من جامعة القاهرة في عام 1967.
تزوج عبد الرحيم الحنبلي وأنجب عشرة أبناء منهم خمس ذكور وخمسة إناث. لاحقت السلطات الإسرائيلية إبنه محمد الحنبلي بسبب انضمامه لكتائب القسام الجناح العسكري لحركة المقاومة الإسلامية حماس إلى أن قام الجنود الإسرائيليون باغتياله في نهاية المطاف في 5 سبتمبر (أيلول) عام 2003. كما اعتقلت السلطات الإسرائيلية أيضًا ابنه الأكبر الصيدلي عمر الحنبلي لمدة تجاوزت العام ونصف.

## مسيرته المهنية
عمل عبد الرحيم الحنبلي بعد تخرجه من الجامعة طبيباً بيطرياً، في دائرة الطب البيطري في نابلس، وتقلد عددا من المناصب الإدارية بدءًا من إدارة دائرة الطب البيطري في نابلس عام 1966، ثمَّ إدارة دوائر البيطرة في نابلس وقلقيلية وطولكرم وسلفيت مجتمعة حتى عام 1973. وفي عام 1973 أسس عبد الرحيم الحنبلي أول مصنع للأدوية البيطرية في فلسطين والعالم العربي، وهو مصنع نابلس للأدوية البيطرية، والذي تحول لاحقًا إلى شركة دانا للمنتجات الدوائية عام 1992. كما أسس عبد الرحيم الحنبلي بالتعاون مع شركاء آخرين شركة أفيكو للأدوية البيطرية في مدينة عمان بالأردن عام 1978. وفي عام 1974 أصبح عبد الرحيم الحنبلي أول نقيب للأطباء البيطريين في فلسطين، وهو المنصب الذي شغله لدورتين متتاليتين، وإلى جانب توليه إدارة دائرة الطب البيطري في نابلس، عُيِّن عبد الرحيم الحنبلي مديرًا عامًا لقسم الأمراض الحقلية في فلسطين بدءًا من عام 1990، حتى تقاعده في عام 2000، ثم حاضر في كلية الزراعة بجامعة النجاح الوطنية بدءًا من عام 2000 حتى عام 2002. وفي عام 2005، أصبح عبد الرحيم الحنبلي عضوا بمجلس أمناء كلية الروضة في نابلس، ثم نائبًا لرئيس كلية الروضة، ثُم اختير في أوائل عام 2019 عضوا بمجلس دعم التفوق في جامعة النجاح الوطنية.

## العمل الخيري
كان عبد الرحيم الحنبلي واحدا من مؤسسي لجنة زكاة نابلس في عام 1977، والتي تولى رئاستها بدءًا من عام 1996 وحتى حدوث الانقسام الفلسطيني في عام 2007 عندما إصدرت حكومة السلطة الوطنية الفلسطينية قرارًا بحل اللجنة وتشكيل لجنة جديدة. تولى عبد الرحيم الحنبلي أيضًا رئاسة لجنة الوقف الخيري في محافظة نابلس عام 1988، ثم تولى رئاسة لجنة إعمار المساجد في محافظة نابلس، ثم أصبح عضوا باللجنة الأهلية في نابلس بدءًا من عام 2000، ثم عين عضوا بالمجلس الأعلى الفلسطيني للأوقاف. وفي عام 2014 اختير عبد الرحيم الحنبلي عضوا بمجلس أمناء دواوين نابلس، ثم في عام 2015 أصبح عضوا بالهيئة الإسلامية العليا في القدس.

## اعتقاله
أصدرت السلطات الإسرائيلية في عام 1999 قرارًا بمنع عبد الرحيم الحنبلي من السفر خارج فلسطين، وفي عام 2002 قامت قوات الجيش الإسرائيلي بهدم مصنعه خلال اجتياحها لمدينة نابلس عام 2002. وفي عام 2002، اعتقلت السلطات الإسرائيلية عبد الرحيم الحنبلي لمدة 27 يوميًا داخل مركز تحقيق بتاح تكفا، وفي عام 2007 اعتقلته السلطات الإسرائيلية مرة أخرى، واستمر اعتقاله قرابة 42 يومًا.